# باشگاه فوتبال فلکول هیث
باشگاه فوتبال فلکول هیث (به انگلیسی: Flackwell Heath Football Club) یک باشگاه فوتبال در شهر فلکول هیث، کشور انگلستان است که در سال ۱۹۰۷ میلادی تأسیس شده‌است.